# Thạch Xuân
Thạch Xuân là một xã thuộc huyện Thạch Hà, tỉnh Hà Tĩnh, Việt Nam.
Xã Thạch Xuân có diện tích 25,94 km², dân số năm 1999 là 5156 người, mật độ dân số đạt 199 người/km².